# Ellamaa oja
Ellamaa oja är ett vattendrag i västra Estland. Den är 13 km lång och är ett biflöde till Kasari jõgi.